# George Harrison (альбом)
George Harrison — восьмой альбом британского рок-музыканта Джорджа Харрисона, выпущенный 23 февраля  1979 года.

## Предыстория
В феврале 1977 года Джордж Харрисон завершил продвижение Thirty Three & 1/3, своего дебюта в 1976 году на своем лейбле Dark Horse и альбома, который многие рассматривали как возвращение к форме после критических разочарований предыдущих пластинок Харрисона Dark Horse и Extra Texture. Прежде чем начать записывать новый альбом, Харрисон взял творческий отпуск, который он описал как «то, что англичане называют „скайпингом“». Большую часть года он путешествовал со своей девушкой Оливией Ариас и постоянно посещал автогонки чемпионата мира Формулы-1. В качестве редкого художественного проекта того времени Харрисон помогал комику Эрику Айдлу в развитии его сатиры о группе «Битлз», The Rutles, в телевизионном фильме 1978 года «Все, что вам нужно, это деньги». После случайной встречи с представителями Genesis Publications в отеле, недалеко от аэропорта Хитроу, в июле 1977 года Харрисон также начал собирать рукописи своих песен для книги. Первая редакция его автобиографии в кожаном переплете ограниченным тиражом вышла в 1980 году под названием «Я, мне, моё».

## Об альбоме
Гитарное вступление для «Love Comes to Everyone» сыграл Эрик Клэптон. В 2005 году Клэптон также записал кавер-версию этой песни для своего альбома «Back Home».
Композиция «Not Guilty» впервые написана ещё в составе «The Beatles» в 1968 году для «Белого альбома». Оригинальную версию можно услышать в альбоме «Битлз» «Anthology 3», выпущенном в 1996 году.
«Here Comes the Moon» является своеобразным продолжением песни «Here Comes the Sun», написанной Харрисоном в 1969 году.
Песня «Faster» включает в себя шумы гонки Формулы-1, записанные во время Гран-при Великобритании 16 июля 1978 года.

## Список композиций
Автор всех песен — Джордж Харрисон, если не указано иное.
1. «Love Comes to Everyone» — 4:36
2. «Not Guilty» — 3:35
3. «Here Comes the Moon» — 4:48
4. «Soft-Hearted Hana» — 4:03
5. «Blow Away» — 4:00
6. «Faster» — 4:46
7. «Dark Sweet Lady» — 3:22
8. «Your Love Is Forever» — 3:45
9. «Soft Touch» — 3:59
10. «If You Believe» (Харрисон, Гэри Райт) — 2:55

## Участники записи
- Джордж Харрисон — вокал, гитары, бэк-вокал, бас на «Faster»
- Энди Ньюмарк — ударные
- Вилли Викс — бас
- Нил Ларсен — клавишные, минимуг
- Рэй Купер — перкуссия
- Стив Уинвуд — полимуг, гармонии, минимуг и бэк-вокал
- Эмил Ричардс — маримба
- Гэйл Левант — арфа
- Эрик Клэптон — гитарное вступление на «Love Comes To Everyone»
- Гэри Райт — синтезатор «Оберхайм» на «If You Believe»
- Дел Ньюман — аранжировки для струнных и духовых